# Професионална техническа гимназия (Варна)
Професионална техническа гимназия е професионална гимназия с държавно финансиране в град Варна. Основана е през 1949 година. Гимназията е наследник на Образцов Техникум по машиностроене и електроника „Антон Иванов“ – създаден със заповед на МНП No 5054/20.07. 1949 година. Тя е едно от най-старите училища в града. В него се обучават специалисти в различни области на машиностроенето, електрониката и двигателостроенето.

## Условия
Гимназията притежава ресурсен и кадрови потенциал за подготовка на съвременни кадри със средно специално образование и солидна чуждоезикова подготовка (паралелки с интензивно изучаване на чужди езици)- добре оборудвани кабинети по природните науки, лаборатории и работилници за провеждане на учебната и лабораторна практика по специалните предмети, компютърни кабинети с Интернет връзка.
Училището предлага:
-Общежитие
-Медицинско обслужване
-Стоматологично обслужване
-Закусвалня
-Спортен комплекс
-Тенис клуб
-Кино зала
-Библиотека с богат фонд от българска и чужда литература и периодични издания
-Съвременни кабинети и лаборатории
-Компютърни кабинети с високоскоростен достъп до Интернет
-Трета поредна година специалности компютърна техника и технологии и измервателна техника
-Интензивно изучаване на чужди езици
-Извънкласни занимания и проекти: кръжок по ракетомоделизъм, клуб по журналистика, клуб ООН, клуб „Общуване“, международен проект „Слънчеви училища“, проект ФАР: „Действай сега“, духов оркестър.